# Bronzezeit Bayern Museum

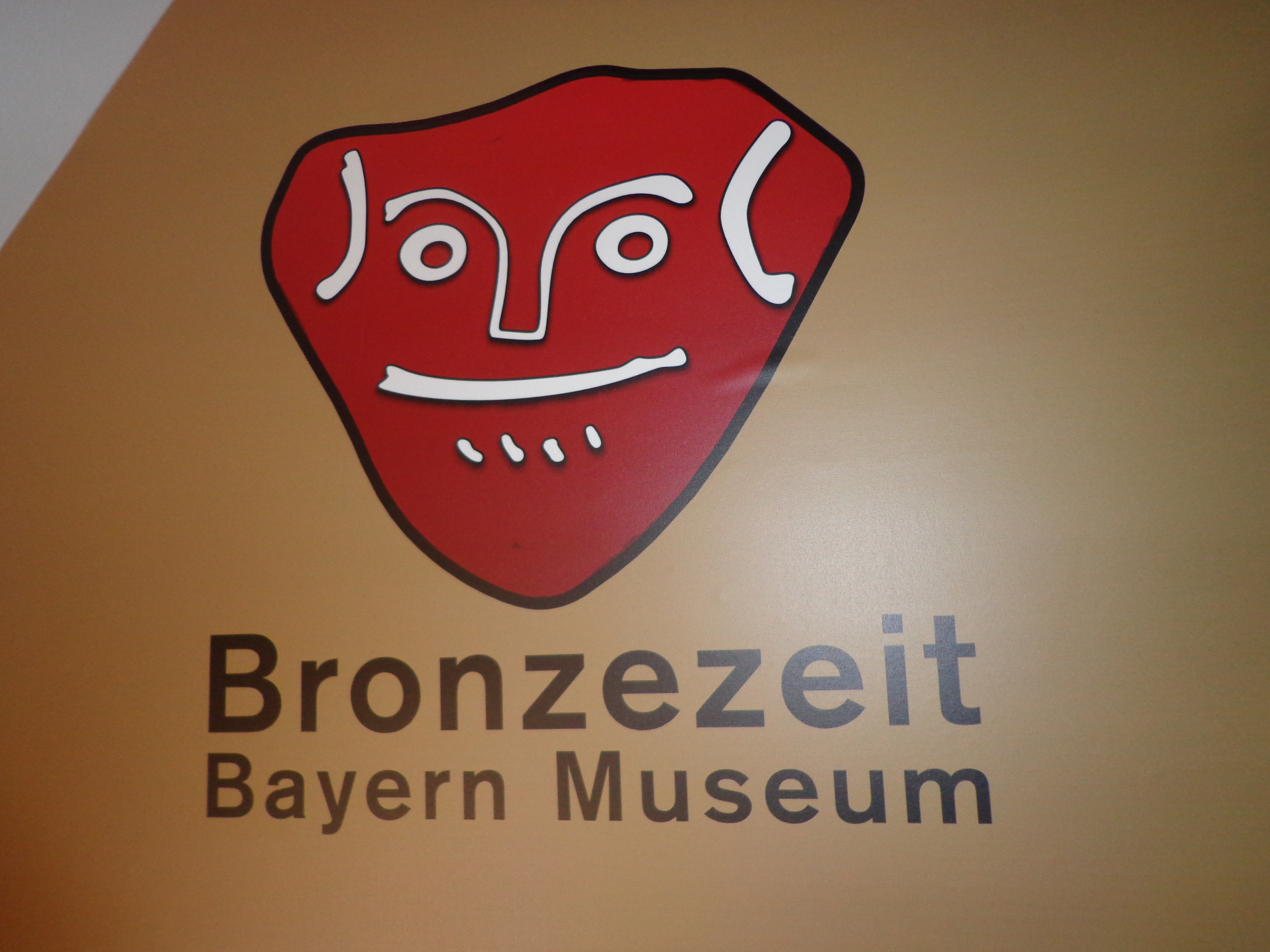
Logo des Bronzezeit Bayern Museums

Das Bronzezeit Bayern Museum zeigt bronzezeitliche Funde aus Bernstorf (Gutshof bei Kranzberg) und Befunde aus anderen Teilen Bayerns. Das im Jahre 2014 eröffnete Museum befindet sich in der Gemeinde Kranzberg auf dem historisch bedeutsamen Kranzberger Pantaleonsberg. Es geht auf die Initiative des Hobbyarchäologen Manfred Moosauer zurück, der 1994 zusammen mit Traudl Bachmaier aufsehenerregende Funde der bereits seit 1904 bekannten und durch Kiesabbau bedrohten Bronzezeitlichen Befestigung bei Bernstorf gemeldet hatte.

## Beschreibung

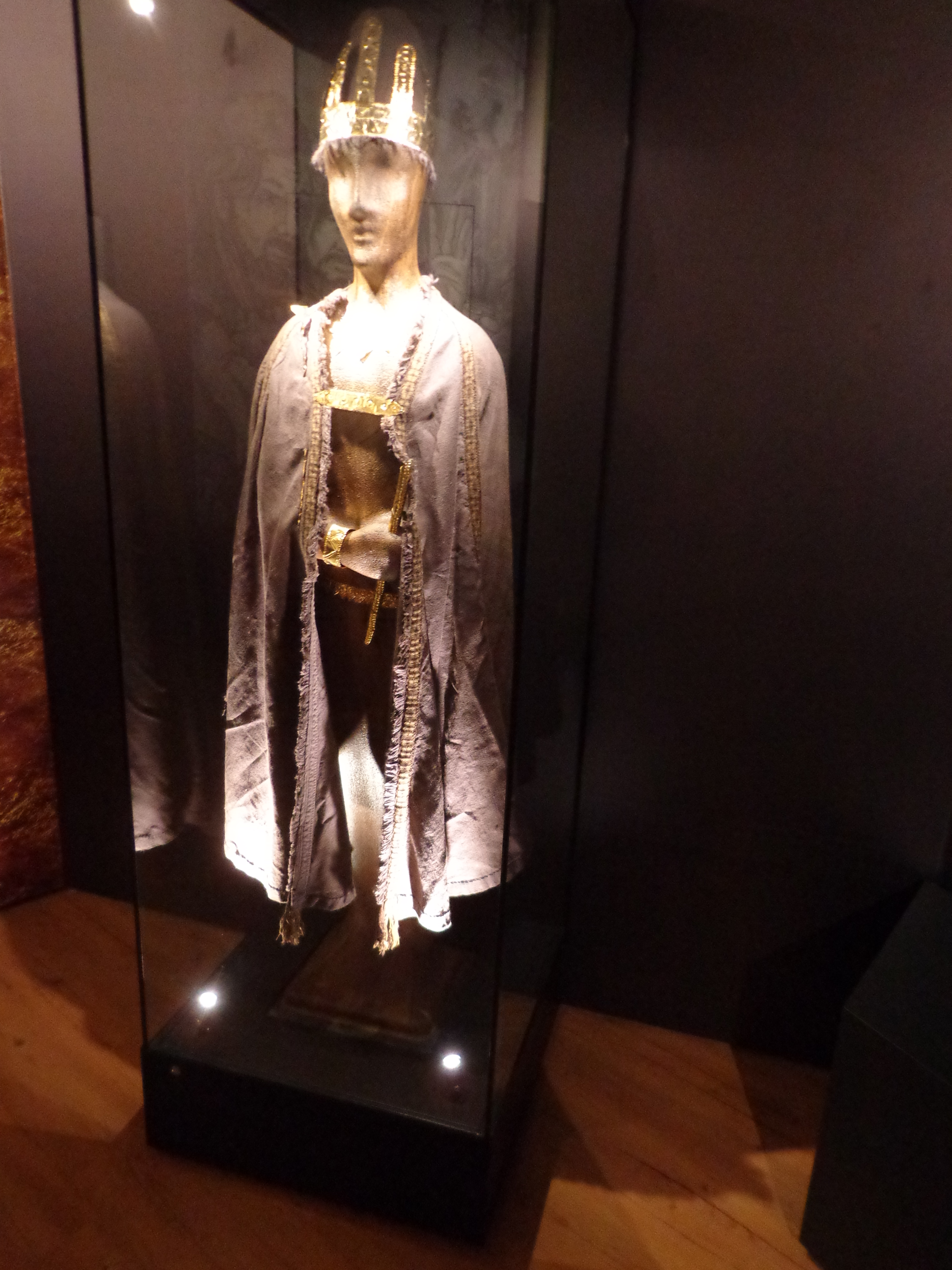
Der Goldschmuck (als Kopie) auf einer Puppe

Das Museum begründeten der Entdecker von Bernstorf und jetzige Museumskoordinator Manfred Moosauer sowie der Vorsitzende der Fördergemeinschaft Pantaleonsberg Alfons Berger. Die Einrichtung und Ausstattung des Museums wurde finanziell unterstützt von einer Reihe von Städten, Gemeinden, Landkreisen, Stiftungen, Firmen, Finanzinstituten, Einzelpersonen aus dem Raum Bayern sowie dem Bayerischen Staatsministerium für Wissenschaft und Kunst. Als Ort für das Museum wurde der Pantaleonsberg in Kranzberg gewählt, auf dem früher das Schloss des wittelsbachischen Pflegers stand. 
Die Ausstellung ist im Dachgeschoss des kleinen Saals untergebracht, der der Gemeinde auf dem Pantaleonsberg für Veranstaltungen dient. In der von multimedialen Präsentationsformen geprägten Ausstellung wird auf spielerische Weise über die Bronzezeit in Bayern informiert und es werden die Verbindungen in dieser Zeit zum Mittelmeerraum dargestellt. In einem Vorführungsraum für größere Gruppen sind Filmvorführungen und audiovisuelle Präsentationen möglich.
Im „Alten Schulhaus“ wenige hundert Meter vom Museum entfernt gibt es eine ergänzende museumspädagogische Einrichtung, die durch alle Epochen der Menschheitsgeschichte führt und die vor allem Kinder anspricht.

## Pantaleonsberg
Dieser Berg am Ortsrand von Kranzberg ist ein runder Hügel mit steil abfallenden Flanken, der einen Burgstall darstellt. Er überragt die Talsohle des Ampertals um etwa vierzig Meter. Es ist der ehemalige Schlossberg, der heutzutage im Ortskataster die Bezeichnung Pantaleonsberg führt. Sein Name leitet sich von der auf ihm befindlichen Kapelle ab, die dem heiligen Pantaleon schon seit Jahrhunderten gewidmet ist. Die jetzige ist aber erst 2007 neu errichtet und eingeweiht worden.
Auf diesem Burgstall stand im Mittelalter bis zur frühen Neuzeit ein stattliches Schloss, in dem es bereits eine erste Pantaleonskapelle gab. Aus der Ortsgeschichte geht hervor, dass der ehemalige Herzogshof seit 1200 dem Ministerialengeschlecht der Chranichsberger als Wohnsitz diente, denn damals begannen die Wittelsbacher, ihre Territorialherrschaft durch Bildung von Landgerichten auszubauen, und sicherten mit dieser Burg den Amperübergang. Kranzberg war im 14. Jahrhundert nachweislich Sitz eines Landgerichts und auf dem Schlossberg saß jahrhundertelang der herzogliche Pfleger als Vertreter des wittelsbachischen Herzogs.
Die Schlossgebäude wurden im Jahre 1632, im Dreißigjährigen Krieg, von fünfzig schwedischen Reitern in Schutt und Asche gelegt. Obertägig ist von dieser einstigen großen Anlage nichts mehr zu erkennen, da die Mauerreste 1660 abgetragen und die Ziegel nach München transportiert wurden, um dort im Neubau des Marstalls Verwendung zu finden. Die alte Pantaleonskapelle ist dann wieder aufgebaut und erst im Jahr 1807 abgerissen worden. Damals wurden die Ziegel für den Bau des ersten Kranzberger Schulhauses verwendet.
Die etwa 2500 Quadratmeter große Bergkuppe, die heutzutage Pantaleonsberg genannt wird, wurde erst 1938 in der Zeit des Nationalsozialismus wieder bebaut. Es entstand ein langgezogener Gebäudekomplex für die Hitlerjugend, der durch einen überdachten Gang mit einem in derselben Zeit erstellten Pavillon verbunden war. Dieses in der Süd-Ost-Ecke platzierte kleine Gebäude wurde ab 2002 zur neuen Pantaleonskapelle umgebaut.

## Bedeutung von Bernstorf

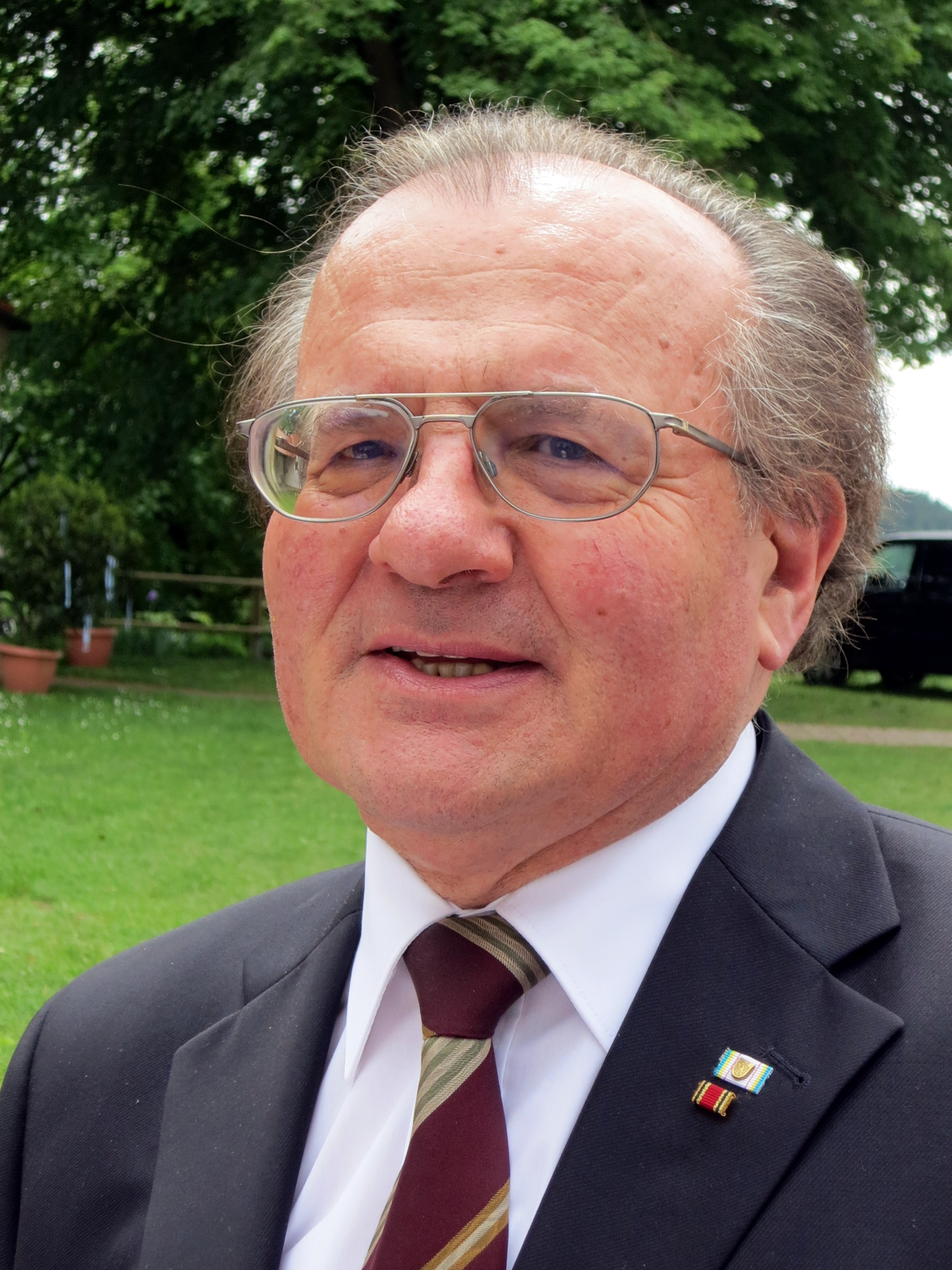
Der Entdecker von Bernstorf: Manfred Moosauer

Manfred Moosauer, der Entdecker von Bernstorf, beschreibt seinen Befund so:
Bernstorf (Kranzberg), die „versunkene Stadt aus der Bronzezeit“ gehört nach den bisherigen Funden und Forschungsergebnissen mittlerweile zu den bedeutendsten archäologischen Entdeckungen der letzten Jahre in Europa … Sie zeigt einen sehr hohen kulturellen Stellenwert gerade auch zum angrenzenden Mittelmeer-Raum hin:
Mit einer Größe, durch modernste Untersuchungsmethoden (Airborne Laser-Scanning und großflächiger Magnetometrie) bewiesenen Fläche von über 14 Hektar ist Bernstorf zweifellos die größte Befestigung der mittleren Bronzezeit aus dem 14. Jh. v. Chr. nördlich der Alpen.
Mit einem Bernsteingesicht und mykenischer Schrift in einem Bernstein-Siegel und der Kultausstattung eines (Priester-)Fürsten mit einem Kronendiadem aus ägyptischem Gold mit Weihrauchspuren zeigen sich über die mykenisch/minoische Kultur hin merkantile und kulturelle, religiöse Bezüge vom Nordmeer bis zum Nil. Diese Funde sind singulär, handelt es sich dabei auch um die älteste Schrift und die älteste Krone nördlich der Alpen, ganz abgesehen auch von der erstaunlichen künstlerischen Gestaltung mit Bezug zur mediterranen Welt.
Bernstorf war eingebunden in ein transeuropäisches Verbundsystem, das sich während der Bronzezeit vom östlichen Mittelmeer mit Ägypten – und sicher darüber hinaus tief nach Asien – bis zur Ostsee erstreckte. Die aufwändig errichtete Befestigungsanlage, das Vorhandensein von Importwaren wie Bernstein und geläutertes ägyptisches Gold und vor allem der bislang einmalige Fund eines mit Linear B-Zeichen beschrifteten Bernsteinsiegels und eines Bernstein-Gesichtes sprechen eine deutliche Sprache.

## Neuere Forschungen zu Bernstorf
Astrid Röpke fasst die Bedeutung des Forschungsprojekts so zusammen:
Die Frage nach der Funktion der bronzezeitlichen Befestigung bildet einen zentralen Punkt der neueren Forschungen. Die Funde von Gold und Bernstein (verziert und unverziert) legen die Vermutung nahe, dass Bernstorf in Bezug auf Güteraustausch und Ideentransfer eine wichtige Rolle spielte. Die Exzeptionalität der Gold- und Bernsteinfunde könnte die Anwesenheit lokaler Eliten wahrscheinlich machen. Ein Vergleich mit ähnlichen Schmuckformen im ägäischen Raum und der dort belegten Verwendung von Diademen sowie die sorgfältige Behandlung der Stücke vor Ort legen auch eine kultische Bedeutung des Fundplatzes nahe. In Anbetracht der Grabungsergebnisse ist zur Klärung der Funktion Bernstorfs ein Blick in das Siedlungsumfeld des Fundplatzes ebenfalls unerlässlich. Hier müssen besonders die Beziehungen zum Freisinger Domberg, dessen Besiedlung am Beginn der Mittelbronzezeit abbricht, genauer betrachtet werden. Doch auch die Erfassung zeitgleicher Siedlungen im unmittelbaren Umfeld Bernstorfs und die Rekonstruktion der Siedlungslandschaft werden unter dem Verdacht, dass die Befestigung selbst nicht umfangreich besiedelt war, immer wichtiger. Eng damit verknüpft sind Fragen nach dem wirtschaftlichen Hintergrund der Siedlungen sowie die Rekonstruktion der Landschaft.
Ziel der neuen Forschungen ist die grundlegende Aufarbeitung der Befestigung Bernstorf und ihrer Besiedlungsgeschichte sowie die Einbettung des Fundplatzes in die Siedlungslandschaft im Ampertal und die Klärung der Stellung und Funktion in diesem Siedlungsgefüge. Auch die Bedeutung Bernstorfs in einem überregionalen bronzezeitlichen Austauschnetz von Gütern, Vorstellungen und Ideen, besonders im Hinblick auf die Kontakte in den ägäischen Raum, soll untersucht werden. Diese Fragen sollen mit archäologischen Mitteln sowie mithilfe vielfältiger naturwissenschaftlicher Ansätze und Methoden beantwortet werden.
Wegen des außergewöhnlich hohen Reinheitsgrades des Goldschmucks äußerte der promovierte Chemiker und Lehrstuhlinhaber für Archäometrie Ernst Pernicka Zweifel an dessen Zuordnung zur Bronzezeit. Dem Einwand, dass das Gold von Bernstorf durch Zementation eine ähnlich hohe Reinheit wie das Gold des Sarges des Echnaton habe, entgegnet er, dass die Silber- und Kupfergehalte ganz andere seien.
Die Argumentation von Pernicka, dass das Gold von Bernstorf neuzeitliches Gold sei, führte zu der Verdächtigung der Fundverfälschung durch die Hobbyarchäologen Moosauer und Bachmaier. Somit wurden von Gebhard/Krause alle Aspekte der Authentizitätsprüfung der Funde von Bernstorf untersucht und belegt und damit nachgewiesen, dass diese Bernstorfer Funde nach menschlichem Ermessen authentisch sind. Als Musterbeispiel einer fragwürdigen Authentizitätsprüfung wurde der Fall der „Himmelsscheibe von Nebra“ angeführt.
In Kapitel 2 des Analysebandes über „Bernstorf“ von Gebhard/Krause wird in ausführlicher Weise die Authentizität des Depotfundes von Nebra geprüft und im Ergebnis infrage gestellt, da die Berichte über die detaillierten naturwissenschaftlichen Untersuchungen von Pernicka noch nicht vorliegen und die Tatsache eines Depotfundes nicht als gesichert gelten kann.
Die These der Fälschung wurde durch die Bestimmung der Herstellungstechnik durch Neutronenstreuung an der TU München weiter unterstützt. Alle Artefakte zeigten eine Würfeltyp {100}〈001〉Textur, die für viele kaltgewalzte und anschließend geglühte und rekristallisierte fcc-Metalle typisch ist. Durch den Vergleich mit laborgefertigten Referenzmustern konnte Hämmern mit oder ohne anschließendes Glühen oder Querwalzen zur Herstellung der Goldfolien ausgeschlossen werden. Ähnliche Mikrostrukturen wie in Bernstorf konnten aber durch Kaltwalzen und anschließendes Glühen erzeugt werden. Das Walzen von Gold ist erst seit dem Mittelalter belegt. Zusammengefasst erhält man zweifelhafte Fundumstände, sehr ungewöhnliche Materialzusammensetzung und zur fraglichen Zeit unbekannte Fertigungstechniken.